# Сан-Хуан (провинция, Аргентина)
Сан-Хуан (исп. San Juan) — провинция на западе Аргентины.
Провинция граничит на севере с провинцией Ла-Риоха, с Сан-Луис, на юго-востоке, с Мендосой на юге и с Чили на западе.

## Географическое положение и климат
Провинция имеет две примечательные горные цепи: Анды на западе и Сьерра-де-Валле, относящаяся к Сьерра-Пампеана, на востоке. Самая высокая вершина — Мерседарьо (6770 м), одна из самых высоких гор Америки.
Растительность по большей части характерная для «монте» — поросшей кустарниками степи с небольшими пустынными районами. Важные реки — Рио-Саладо-дель-Оэсте, которую в провинции называют Рио-Бермехо и Рио-Дезагуадеро, река Хачал на севере и Сан-Хуан на юге.
Климат умеренный, с тёплым летом (средние температуры 22-27 ºС в зависимости от высоты местности) и прохладными зимами (6-10 ºС). На всей территории веет сухой горячий ветер сонда.
Количество осадков небольшое, преимущественно в летние месяцы, составляет около 100 мм на западе и 200 мм на востоке. Из-за сухости воздуха разница дневных и ночных температур составляет около 20 ºС.

## История
До прибытия испанских конкистадоров провинцию населяли индейские племена.
Город Сан-Хуан-де-ла-Фронтера был основан Хуаном Жофреем Монтеса в 1562 году и был перенесён в 1593 году на 2 км к югу из-за частых наводнений реки Сан-Хуан.
В 1776 году, когда Сан-Хуан перешёл к вице-королевству Рио-де-ла-Плата, землетрясение почти полностью уничтожило город.
Борец за независимость Аргентины, генерал Хосе де Сан-Мартин был назначен губернатором Куйо в 1814 году. В то время эта территория включала в себя Сан-Хуан. Отсюда сан-Мартин начал свой легендарный переход через Анды, одно из великих тактических решений в военной истории. Сан-Хуан, тогда ещё небольшой городок, снабжал участников экспедиции золотом, людьми и мулами.
В 1820 году Сан-Хуан становится автономной провинцией.
Время международной изоляции Аргентины и приход нового, более либерального правительства в 1853 году вернул в Аргентину высланную интеллигенцию. Среди них был военный офицер и писатель-романист из Сан-Хуана, Доминго Сармьенто. В 1862 году он был избран губернатором и ввёл первый в истории Аргентины закон об обязательном образовании, которого в то время не имело 80 % населения. В 1968 году, когда он стал президентом Аргентины, этот закон стал национальным.
В 1944 году небольшое по размерам, но разрушительное землетрясение уничтожило практически весь город, унеся жизни 10 000 жителей. Акция по сбору средств жертвам землетрясения стала эффективной благодаря полковнику Хуану Перону и его жене и соратнику Еве Дуарте.
Следующее сильное землетрясение произошло в 1977 году, однако благодаря новым конструкциям зданий, отстроенных после 1944 года, ущерб удалось свести к минимуму. Значительной потерей стал только разрушенный собор Сан-Хуана.
После 1945 года правительство Аргентины выделило средства на создание Национального университета Сан-Хуана, открывшего свои двери в 1973 году.
В середине 70-х годов конгресс одобрил проект по строительству плотины Уллум и водохранилища для подъёма сельского хозяйства. И с 1980 года провинция стала конкурентом соседней Мендосы в выращивании олив, инжира и винограда. Сейчас Сан-Хуан является вторым крупным производителем этих культур после Мендосы.

## Население
Большая часть населения сконцентрирована в немногих долинах-оазисах. Около 80 % живут в районе города Сан-Хуан (около 450 000 жителей) в Тулумском оазисе. Другие города — Качете на западе (35 000 жителей) и Сан-Хосе-де-Хачал (21 000 жителей) на севере.
Коренное индейское население практически исчезло, вместе с языком и культурой.

## Административное деление

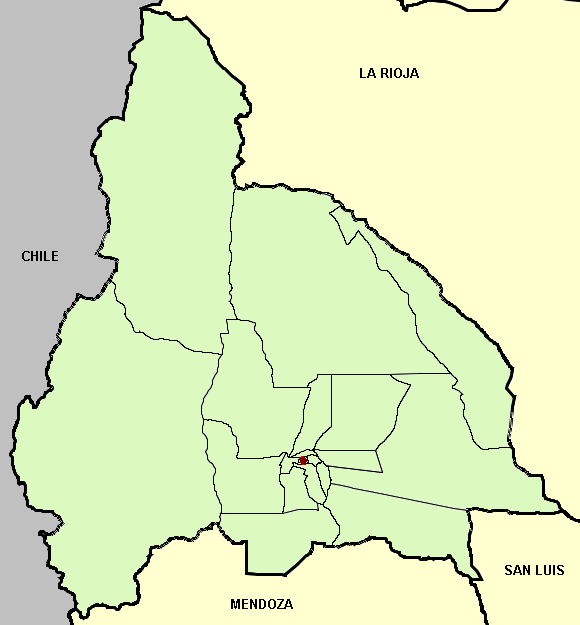
Административная карта провинции Сан-Хуан.

Провинция разделена на 19 департаментов. Департаменты и общины (муниципалитеты) совпадают территориально.
| №  | Наименование        | Оригинальное наименование | Население, тыс. жит. (2001 г.) | Население, тыс. жит. (2010 г.) | Территория, км² | Плотность, чел./км² | Административный центр               |
| 1  | Альбардон           | Albardon                  | 20,4                           | 23,9                           | 945             | 25,3                | Хенераль-Сан-Мартин                  |
| 2  | Ангако              | Angaco                    | 7,6                            | 8,1                            | 1865            | 4,4                 | Вилья-Эль-Сальвадор                  |
| 3  | Валье-Фертиль       | Valle Fertil              | 6,9                            | 7,2                            | 6419            | 1,1                 | Вилья-Сан-Агустин                    |
| 4  | Вейнтисинко-де-Майо | Veinticinco de Mayo       | 15,2                           | 17,1                           | 4519            | 3,8                 | Санта-Роса                           |
| 5  | Иглесия             | Iglesia                   | 6,7                            | 9,1                            | 19801           | 0,5                 | Родео                                |
| 6  | Калингаста          | Calingasta                | 8,2                            | 8,6                            | 22589           | 0,4                 | Тамбериас                            |
| 7  | Сан-Хуан(Капиталь)  | San Juan(Capital)         | 112,8                          | 109,1                          | 30              | 3637,4              | Сан-Хуан                             |
| 8  | Каусете             | Caucete                   | 33,6                           | 38,3                           | 7502            | 5,1                 | Каусете                              |
| 9  | Нуэве-де-Хулио      | Nueve de Julio            | 7,7                            | 9,3                            | 185             | 50,3                | Нуэве-де-Хулио                       |
| 10 | Посито              | Pocito                    | 41,0                           | 53,2                           | 515             | 103,2               | Вилья-Аберастайн                     |
| 11 | Ривадавия           | Rivadavia                 | 76,2                           | 82,6                           | 157             | 526,4               | Ривадавия                            |
| 12 | Росон               | Rawson                    | 107,7                          | 114,4                          | 300             | 381,2               | Вилья-Краусе                         |
| 13 | Сан-Мартин          | San Martin                | 10,1                           | 11,1                           | 435             | 25,6                | Вилья-Сан-Мартин                     |
| 14 | Санта-Люсия         | Santa Lucia               | 43,6                           | 48,1                           | 45              | 1068,6              | Санта-Люсия                          |
| 15 | Сармьенто           | Sarmiento                 | 19,1                           | 22,1                           | 2782            | 8,0                 | Медиа-Агуа                           |
| 16 | Сонда               | Zonda                     | 4,0                            | 4,9                            | 2360            | 2,1                 | Вилья-Басилио-Ньевас                 |
| 17 | Ульум               | Ullum                     | 4,5                            | 4,9                            | 4391            | 1,1                 | Вилья-Ибаньес                        |
| 18 | Хачаль              | Jachal                    | 21,0                           | 21,7                           | 14749           | 1,5                 | Сан-Хосе-де-Хачаль                   |
| 19 | Чимбас              | Chimbas                   | 73,8                           | 87,3                           | 62              | 1407,4              | Вилья-Паула-Альбаррасин-де-Сармьенто |

## Экономика
Экономика Сан-Хуана ориентирована на сельское хозяйство, в первую очередь, на выращивание винограда. Сан-Хуан — второй крупный производитель аргентинских вин после Мендосы. Виноделие пришло сюда с испанцами в 1569—1589 годах и первоначально производилось только для нужд колоний. Сейчас виноградники занимают около 500 км² (56 % всех используемых территорий). Кроме винограда, выращиваются помидоры, кукуруза, картофель, инжир, персики и другие культуры.
Промышленность составляет 20 % валового продукта и представлена виноделием и производством консервов. Имеется также химическая, нефтехимическая, металлургическая, текстильная промышленность, производство пластмасс и автозапчастей, производится ремонт авиационной техники (некогда авиастроительная фирма Chincul).
Интенсивно развивается добыча разнообразных минералов совместно с международными компаниями.
В 2005 году корпорация «Баррик Голд Корпорейшн», один из крупнейших в мире золотодобывающих концернов, сообщила о покупке больших территорий в Сан-Хуане. Ежегодно здесь добывается более 11 000 унций золота, однако эта деятельность может оказать негативное воздействие на ледники Сан-Хуана.
В 2007 году «Баррик Голд Корпорейшн» установила самый высокогорный в мире ветряной двигатель на прииске Веладеро в провинции Сан-Хуан на высоте около 4200 м.
В 2006 году начата добыча нефти к северу от административного центра провинции, в департаменте Хакал.

## Туризм
Среди туристических мест — природный парк Исчигуаласто, известный также как Вале-де-ла-Луна и входящий в список Всемирного наследия ЮНЕСКО, Барреаль в Андах, в окрестностях которого расположен самый северный горнолыжный курорт Аргентины Манантиалес, Сан-Августин-де-Валле-Фертиль в восточной Сьерре, горячие источники в Писманта и языческий храм Дифунта-Корреа.
Развивается экотуризм, культурный туризм и экстремальный туризм.
С 2005 года представлен также агротуризм, включающий в себя так называемые «винодельческие маршруты».

## Галерея

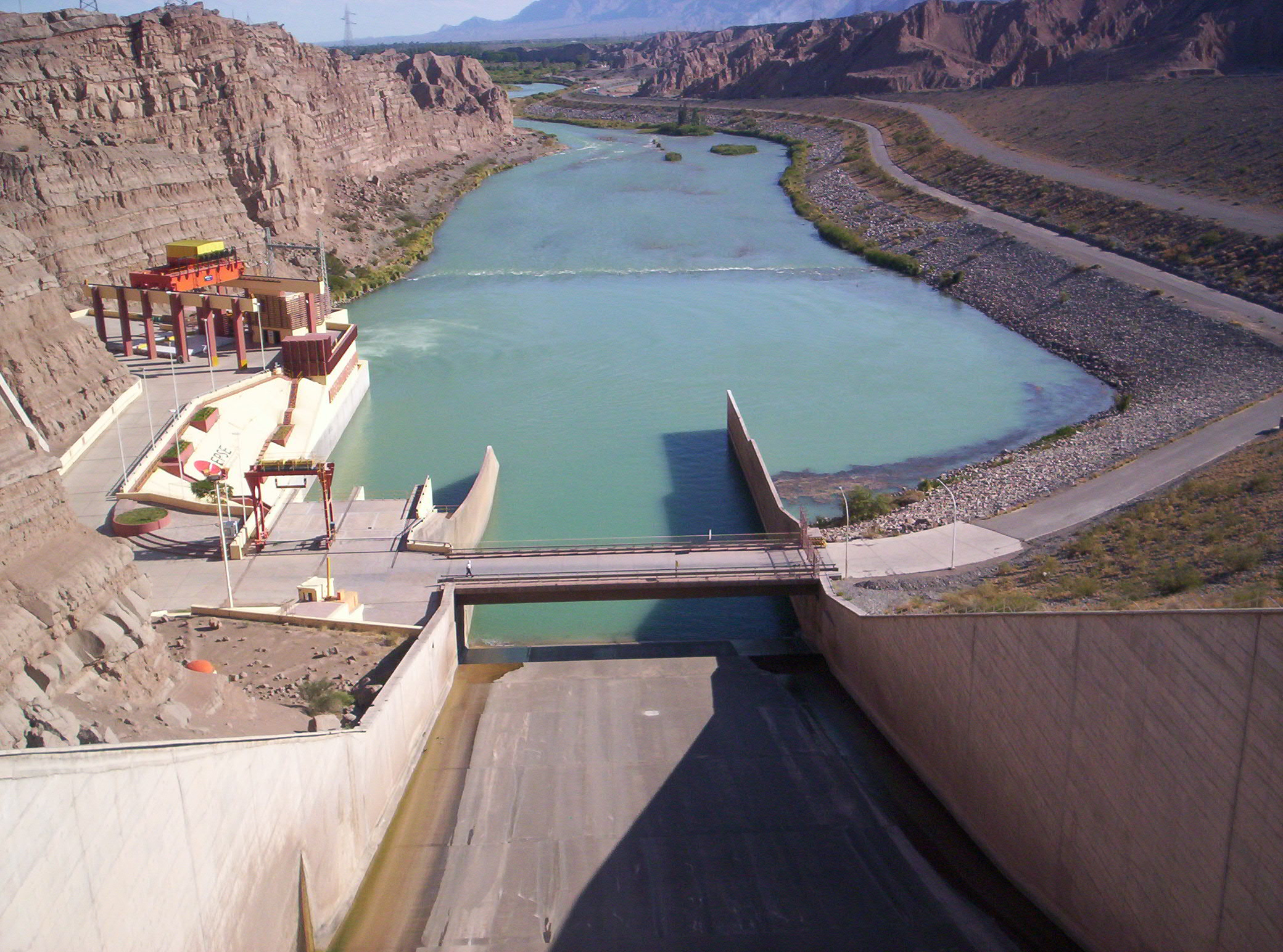
Уллумская плотина
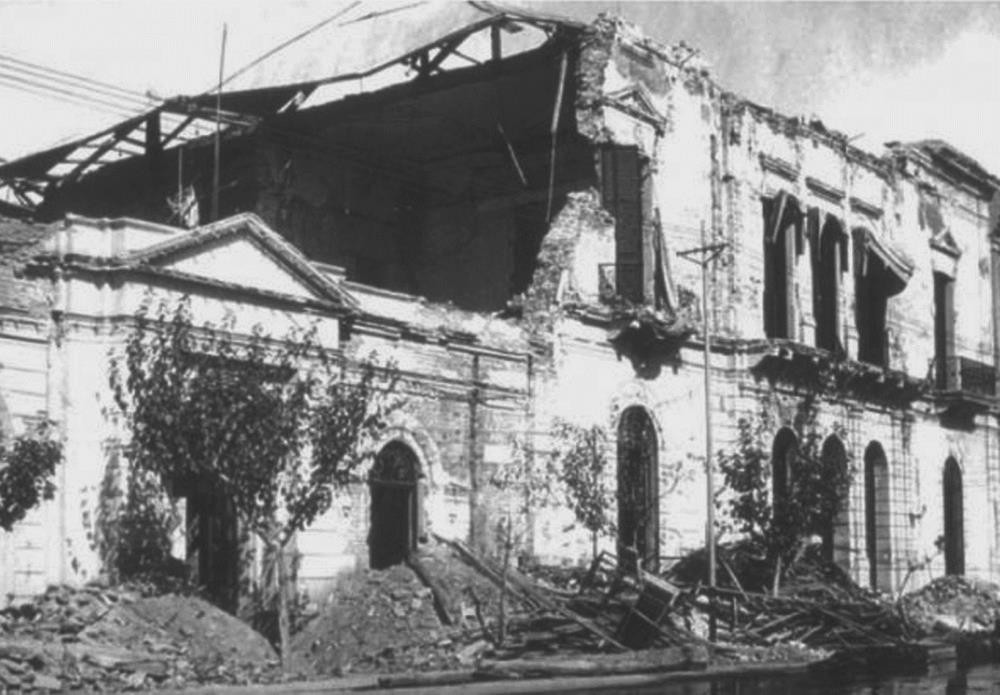
Землетрясение в Сан-Хуане 1944 года
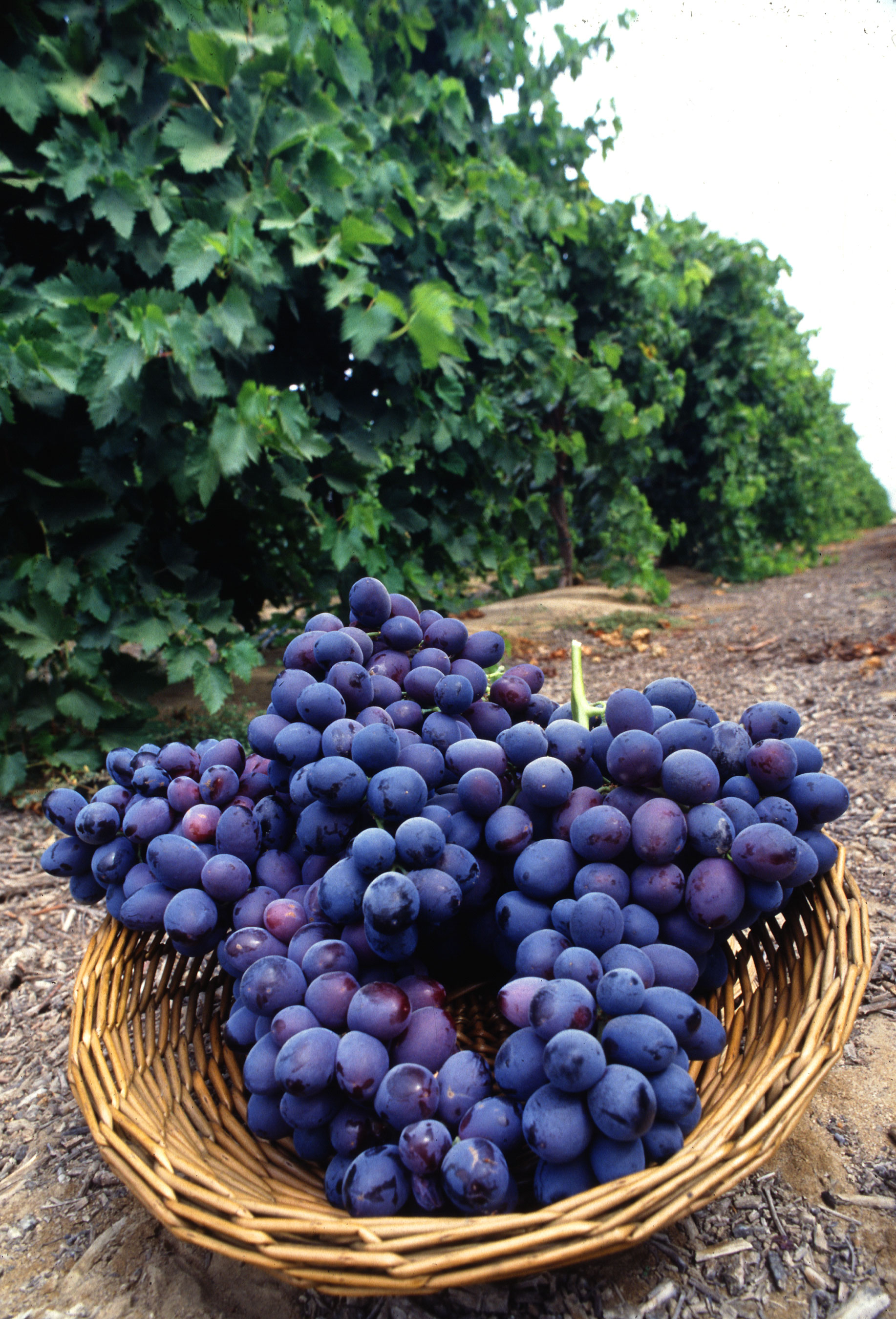
Осенний урожай винограда